# Joryj Kłoc
Joryj Kłoc – ukraiński zespół folk rockowy pochodzący ze Lwowa. Został założony w 2008 jako projekt elektroniczny, którego twórczość opierała się na ukraińskich pieśniach ludowych oraz tradycyjnych motywach muzycznych, osadzonych w rytmach elektroniczno-didżejskich.

## Historia
Od 2010 grupa występuje w obecnym składzie i, jak sami muzycy podkreślają, wykonuje obecnie pełnoprawną muzykę rockową. W ich własnych słowach: „ukraiński obrzędowy hip-hop dajboże-etno-czort”. Styl zespołu bywa jednak interpretowany na różne sposoby – Polskie Radio określiło go mianem „turbofolku”, natomiast podczas występów na wschodzie Ukrainy lokalne media nazwały ich brzmienie „kozackim breakbeatem”.
Zespół zdobył również uwagę polskiej publiczności, m.in. podczas półfinału 11. sezonu programu Mam Talent emitowanego przez stację TVN.

## Dyskografia
- + joryj kłoc (2014)
- KORBA (2015)
- KOZA (2016)
- KORA (2018)[5]
- Muza-muzyka pogranicza (2023; razem z Orkiestra św. Mikołaja)[6]